# Constant Theodore Emmo van Lynden van Sandenburg
Constant Theodore Emmo graaf van Lynden van Sandenburg, heer van Sandenburg (Langbroek, 10 februari 1905 - aldaar, 9 januari 1990), voornaam ook geschreven als Constant Théodore Emmo, was een Nederlands politicus en Commissaris van de Koningin in Utrecht.

## Loopbaan
Van Lynden studeerde rechten te Utrecht. Na zijn studie werd hij lid van de gemeenteraad en wethouder van zijn geboorteplaats. Van 1950 tot 1954 was hij lid van de Sociaal-Ecconomische Raad. Hij dankte zijn benoeming tot Commissaris van de Koningin aan de veronderstelling van Beel dat hij - net als zijn vader - ARP-lid was, hetgeen niet het geval was. Tot ergernis van de ARP-leiding. Wel was hij in zijn jonge jaren voor een protestants-christelijke combinatie wethouder geweest van zijn woonplaats Langbroek. De graaf vertegenwoordigde in die combinatie de Christelijk-Historische Unie (CHU). Hij was eigenaar van een groot landbouwbedrijf en bestuurder van belangrijke agrarische organisaties. Hij liet in het College van Gedeputeerde Staten de portefeuilleverdeling geheel over aan de gedeputeerden zelf, zodat deze plaats had op basis van anciënniteit.
Van Lynden was in juli 1940 betrokken bij een mislukte poging om te komen tot vorming van een Nationaal Comité onder leiding van Linthorst Homan en waar ook o.a. Drees, Donner en De Quay deel van moesten gaan uitmaken. Na deze mislukking was hij betrokken bij de oprichting van een Comité van Nationale Eensgezindheid onder leiding van de ultraconservatieve jhr. B.C. de Jonge. Ook dit liep echter op niets uit.
Na zijn pensionering werd hij voorzitter van de Raad van de Waterstaat (1970-1975). Van 1959 tot 1971 was hij tevens president-curator van de Utrechtse universiteit; hij was de laatste president-curator, die in 1972 werd opgevolgd door Coen de Ranitz als voorzitter van het college van bestuur.
Hij was grootofficier in de Orde van Oranje-Nassau en ridder in de Orde van de Nederlandse Leeuw.

## Familie
Van Lynden was een telg uit een rijk Utrechts regentengeslacht en oud-adellijk geslacht Van Lynden. Hij behoorde tot de tak Sandenburg, genoemd naar kasteel Sandenburg dat sinds 1793 in zijn familie was en dat hij ook bewoonde. Hij was een zoon van mr. Alex van Lynden van Sandenburg (1873-1932) die ook Commissaris der Koningin van Utrecht was geweest. Zijn moeder was Gerarda Cornelia barones van Nagell, vrouwe van de beide Ampsen (1878-1946), grootmeesteres van de koningin, waardoor kasteel Ampsen in de familie Van Lynden kwam. Hij trouwde in 1932 met Laure Henriëtte Labouchere (1908-2002) met wie hij een dochter en een zoon kreeg. Zijn zoon bewoonde kasteel Walenburg, tevens familiebezit.
Van Lynden stamde eveneens af van het geslacht Van Spaen. In 1940 schonk hij het familiearchief Van Spaen aan de Hoge Raad van Adel.
- Biografisch Portaal: 42403778
- International Standard Name Identifier: 0000 0003 9432 2483
- Nederlandse Thesaurus van Auteursnamen: 273408895
- Parlement.com: vg09llz4rlwf
- Virtual International Authority File: 288779942
- WorldCat: E39PBJht4dh9YPGBMFXVQdChHC